# Matthias Koops

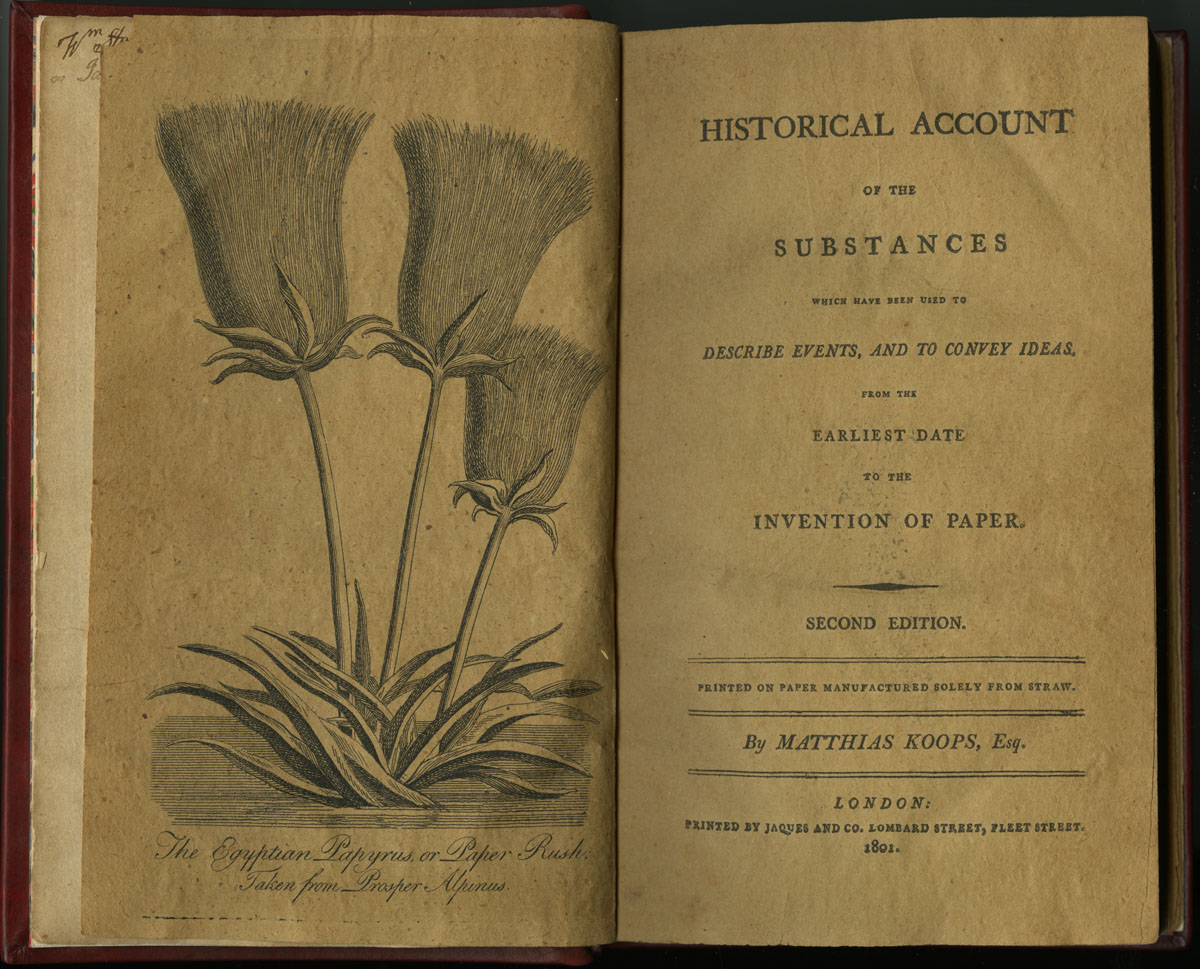
Resoconto storico delle sostanze che sono state usate per descrivere eventi e per trasmettere idee, dalla prima data all'invenzione della carta, di Matthias Koops, 2ª edizione, 1802

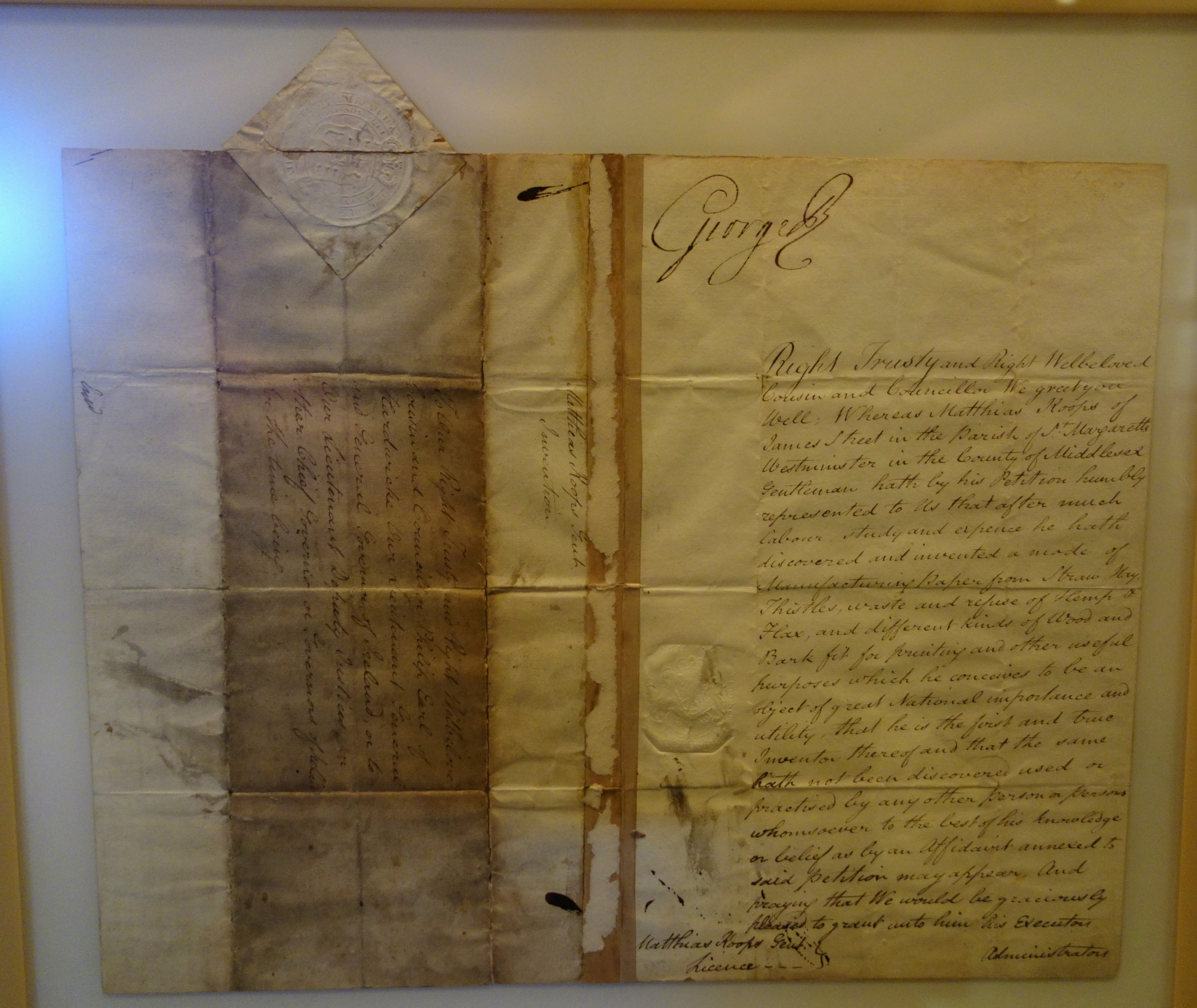
Domanda di brevetto di Mathias Koops riguardante la sua invenzione per la produzione di carta dal legno

Matthias Koops (fl. 1789-1805) è stato un produttore di carta tedesco, naturalizzato britannico, che inventò i primi processi pratici per la produzione di carta da pasta di legno, paglia o carta riciclata, senza la necessità di usare costosi stracci di lino o cotone.

## Biografia
Koops era nato in Pomerania, figlio di Matthias e Katherina Dorothea Koops. Nel 1789 era emigrato in Inghilterra, perché quell'anno aveva affittato una casa a Edmonton, Londra. Nel 1790 sposò Elisabetta Jane Austen nella chiesa parrocchiale di St Marylebone. Fu naturalizzato il 1 aprile 1790.
Dal 1800 al 1801, gestì la Neckinger Mill a Bermondsey, Londra, dove sperimentò la produzione di carta da paglia, fieno, pasta di legno, carta riciclata e altri oggetti, senza la necessità utilizzare stracci di stoffa. Nel 1801, ottenne due brevetti per queste invenzioni, il 17 febbraio e il 18 maggio. Questi brevetti gli concedevano il "privilegio esclusivo di produrre carta da paglia, fieno, cardi, scarti e rifiuti di canapa e lino, e diversi tipi di legno e corteccia" per un periodo di 14 anni. Nel febbraio 1801, trasferì la proprietà frazionata delle azioni di queste invenzioni a James Stevenson e ad altri individui, e nello stesso anno lanciò la Straw Paper Manufacturing Company a Millbank. Questa azienda era all'avanguardia nella fabbricazione della carta industriale, con il suo motore a vapore di John Rennie il Vecchio, i battitori olandesi e almeno una pressa idraulica per spremere l'acqua dalla carta.
Tuttavia, Koops era stato dichiarato fallito un decennio prima, il 30 giugno 1790, e doveva ancora somme considerevoli ai suoi creditori. Questi creditori si accordarono con Koop nel 1801, ma affermarono di non aver ricevuto quanto promesso e il 14 ottobre 1802 entrarono nella casa di abitazione e nella fabbrica di Koop e sequestrarono e vendettero tutto il contenuto. Inoltre, rivendicarono pieni diritti sui suoi brevetti, e quindi contestarono le quote frazionarie di proprietà di Stevenson e altri. Vinsero poi la successiva causa.
Il giorno di Natale del 1803, ai proprietari della Straw Paper Manufactury fu notificato un avviso per mancato pagamento dell'affitto e nel 1804 la fabbrica fu venduta all'asta. Come ultima misura, il 28 dicembre 1805, i proprietari della Straw Paper Manufactury pagarono £ 1.000 ai creditori di Koops, ma alla fine Koops fu nuovamente dichiarato fallito il 25 giugno 1812 e sembra che sia morto prima del 1815.

## Opere stampate
- Historical account of the substances which have been used to describe events, and to convey ideas, from the earliest date, to the invention of paper, 1801, stampata su carta ricavata da trucioli di legno e prodotta da Matthias Koops.